# هسنس
هسنس (به دانمارکی: Hesnæs) یک منطقهٔ مسکونی در دانمارک است که در شهرداری گالدبورگساند واقع شده‌است.